# 응우옌푹응우옌
응우옌 푹 응우옌(베트남어: Nguyễn Phúc Nguyên / 阮福源 완복원, 1563년 8월 16일(음력 7월 28일) ~ 1635년 11월 19일(음력 10월 10일))은 대월 후 레 왕조 응우옌 주의 제2대 군주(재위: 1613년 ~ 1635년)이다. 군주의 칭호는 불주(베트남어: Chúa Bụt / 主佛) 또는 사주(베트남어: Chúa Sãi / 主仕)이다.

## 생애
꽝흥 8년(1585년), 서양 해적들이 난리를 일으키자, 응우옌푹응우옌은 군사를 일으켜 해적 소탕하여 처치하였으며, 아버지에게 덕담을 들었을 정도로 큰 공을 세웠다. 
호앙딘 3년(1602년), 광남성(廣南省)을 지키면서, 그곳을 개척하도록 하였다.
호앙딘 14년 5월 1일(1613년 6월 18일), 아버지 응우옌호앙이 위독하여 광남성에 있던 응우옌푹응우옌을 순화(順化)로 불러들였으며, 그 해 6월 3일(1613년 7월 20일)에 그에게 군주를 계승하게 하였으며, 정씨에 맞서라는 유언을 남기고 사거(死去)하였다. 그 이후에 응우옌푹응우옌은 다음 군주로 올랐으며, 그 지역 백성들은 불주(베트남어: Chúa Bụt / 主佛) 또는 사주(베트남어: Chúa Sãi / 主仕)로 칭하였다.
이후에 포르투갈 상인들에게 파이포(費福, 지금의 호이안)의 항구를 개방하는 것을 허용하였으며, 이것을 통해서 유럽의 선진문물과 무기와 선박제조 등을 배우게 되었다. 이후 이 기술들이 찐-응우옌 분쟁 시기에 응우옌 주에 많은 도움을 주게 되었다. 시간이 흘러 명, 청의 해금정책으로 인하여 더욱 중요한 무역항구가 되었다.
빈또 2년(1620년), 황자 응우옌 푹 히엡(베트남어: Nguyễn Phúc Hiệp / 阮福洽 완복흡)과 응우옌 푹 짯(베트남어: Nguyễn Phúc Trạch / 阮福澤 완복택)이 찐 주와 내통하면서 역모를 꾸몄으며, 찐 주에서 이 기회를 노려 도독(都督) 응우옌 카이(Nguyễn Khải／阮啓)과 5천명의 군사를 보내 응우옌 주를 토벌하게 하였다. 이 소식을 들은 응우옌푹응우옌은 응우옌 뚜옌(베트남어: Nguyễn Tuyên / 阮宣 완선)으로 하여금 반란을 평정하게 하였으며, 평정 후 역모 주동자들을 폐서인을 시켜 죽을 때까지 구금시켰다. 역모 이후에 찐 주에서 조공과 세금을 요구를 하려하면 거부하였으며, 찐-응우옌 분쟁의 원인이 되기도 하였다.
1620년대에 응우옌푹응우옌은 서방정책을 실시하였으며, 서남쪽의 캄보디아의 왕인 체이 체타 2세(Chey Chettha II)에게 공녀를 혼인시키게 하여 혼인동맹을 하여 국경지역의 무역을 허용하게 하였으며, 서북쪽의 라오스의 지역을 정벌하여 영토를 확장시켰다.
빈또 5년(1623년), 찐 주의 찐뚱(베트남어: Trịnh Tùng / 鄭松 정송)이 사망하자, 찐주의 군공들이 군주 자리를 놓고 싸움을 벌이고 있었지만, 그는 북벌을 하자는 간언을 뿌리치고 조문을 보내게 하였으며, 조문의 목적은 보내는 척 하면서 찐 주의 상황을 정탐하려 하는 게 주 목적이였다.
그 다음해(1624년)와 빈또 8년(1626년)에 찐 주에서 조공을 요구하였으나, 재차 거부하였다. 찐-응우옌 분쟁의 시작을 알리는 신호가 되었다.
득롱 3년(1631년) 7월, 말년의 응우옌푹응우옌은 정실부인과 장남를 연이어 먼저 저세상으로 보냈으며, 후에 후계자 결정을 통해 차남 응우옌 푹 란(베트남어: Nguyễn Phúc Lan / 阮福瀾 완복란)과 삼남 응우옌 푹 아인(베트남어: Nguyễn Phúc Anh / 阮福渶 완복영) 중에서 후계자를 결정하려 하였으며, 결국은 삼남의 교만한 성격 때문에 최종적으로 응우옌 푹 란이 후계자가 되었다. 
득롱 5년(1633년), 후계자 자리에서 멀어진 응우옌 푹 아인은 찐 주와 내통하여 군주 자리를 놓고 역모를 꾸미고 있었으며, 찐 주는 다시 군대를 남하시켜 몰살시키려 하였으나, 일려 해전(日麗海戰)에서 대패하여으며, 주동자 응우옌 푹 아인은 응우옌의 군대에 잡혀 응우옌 푹 란 즉위 후에 처형되었다.   
즈엉호아 원년 10월 10일(1635년 11월 19일), 중병에 걸려 서거하니 향년 73세(만 72세)였다.

## 봉호, 시호, 능호
군주 즉위 후 후 레 왕조에서 받은 봉호는 통령수보제영(統領水步諸營) 겸 총내외평장군국중사(總內外平章軍國重事) 겸 태보(太傅) 겸 서군공(베트남어: Thụy Quận Công / 瑞郡公)이며, 득롱(德隆) 원년(1629년)에 절제순화광남이처수보제영(節制順化廣南二處水步諸營) 겸 총내외평장군국중사(總內外平章軍國重事) 겸 태부(太傅) 겸 서국공(베트남어: Thụy Quốc Công / 瑞國公)으로 진봉됨.
사후 시호는 사후 대도통진남방총국정 익선수유서양왕(베트남어: Đại Đô Thống Trấn Nam Phương Thống Quốc Chính Dực Thiện Tuy Du Thụy Dương Vương / 大都統鎭南方總國政 翼善綏猷瑞陽王)이며, 까인흥(景興) 5년(1744년)에 칭왕이 된 후에 묘호를 선조(베트남어: Tuyên Tổ / 宣祖), 시호를 현모광렬온공명예익선수유효문왕(베트남어: Hiển Mô Quang Liệt Ôn Cung Minh Duệ Dực Thiện Tuy Du Hiếu Văn Vương / 顯謨光烈溫恭明睿翼善綏猷孝文王)으로 재추존하였으며, 응우옌 왕조가 건국 하고 칭제 후인 자롱(嘉隆) 5년(1806년)에 묘호를 희종(베트남어: Huy Tông / 熙宗), 시호를 현모광렬온공명예익선수유효문황제(베트남어: Hiển Mô Quang Liệt Ôn Cung Minh Duệ Dực Thiện Tuy Du Hiếu Văn Hoàng Đế / 顯謨光烈溫恭明睿翼善綏猷孝文皇帝)로 고쳐 재추존하였다.
능호는 장연릉(베트남어: Trường Diễn Lăng / 長衍陵)이다.

## 가족

### 후비
| 봉호        | 시호                                    | 이름 (성씨)                               | 별칭  | 생몰년도        | 국구 (장인/장모) | 비고  |
| ----------- | --------------------------------------- | ----------------------------------------- | ----- | --------------- | ---------------- | ----- |
| 정실 (正室) | 휘공순비 (Huy Cung Thuận Phi /徽恭順妃) | 막 티 자이 (Mạc Thị Giai /莫氏佳 /막씨가) | [ 2 ] | 1578년 ~ 1630년 | [ 3 ]            | [ 4 ] |

### 공자
| -  | 봉호                             | 시호 | 이름                                                 | 생몰년도        | 생모                | 자식    | 별칭 | 비고                  |
| -- | -------------------------------- | ---- | ---------------------------------------------------- | --------------- | ------------------- | ------- | ---- | --------------------- |
| 1  | 경군공 (Khánh Quận Công /慶郡公) |      | 응우옌 푹 끼 (Nguyễn Phúc Kỳ /阮福淇 /완복기)        | ? ~ 1631년      | 휘공순비 막 티 자이 | 4남     |      |                       |
| 2  | 인군공 (Nhân Quận Công /仁郡公)  |      | 응우옌 푹 란 (Nguyễn Phúc Lan /阮福瀾 /완복란)       | 1601년 ~ 1648년 | 휘공순비 막 티 자이 | 3남 1녀 |      | 응우옌 주 제3대 군주. |
| 3  |                                  |      | 응우옌 푹 아인 (Nguyễn Phúc Anh /阮福渶 /완복영)     | ? ~ 1635년      |                     |         |      |                       |
| 4  |                                  |      | 응우옌 푹 쭝 (Nguyễn Phúc Trung /阮福忠 /완복충)     |                 |                     |         |      |                       |
| 5  |                                  |      | 응우옌 푹 안 (Nguyễn Phúc An /阮福安 /완복안)        |                 |                     |         |      |                       |
| 6  | 군공 (Quận Công /郡公)           |      | 응우옌 푹 빈 (Nguyễn Phúc Vĩnh /阮福永 /완복영)      |                 |                     |         |      |                       |
| 7  |                                  |      | 응우옌 푹 록 (Nguyễn Phúc Lộc /阮福淥 /완복록)       |                 |                     |         |      |                       |
| 8  |                                  |      | 응우옌 푹 뚜 (Nguyễn Phúc Tứ /阮福泗 /완복사)        |                 |                     |         |      |                       |
| 9  |                                  |      | 응우옌 푹 티에우 (Nguyễn Phúc Thiệu /阮福紹 /완복소) |                 |                     |         |      |                       |
| 10 | 군공 (Quận Công /郡公)           |      | 응우옌 푹 빈 (Nguyễn Phúc Vinh /阮福榮 /완복영)      |                 |                     |         |      |                       |
| 11 |                                  |      | 응우옌 푹 돈 (Nguyễn Phúc Đôn /阮福敦 /완복돈)       |                 |                     |         |      |                       |
| 12 |                                  |      | 응우옌 푹 응히아 (Nguyễn Phúc Nghĩa /阮福義 /완복의) |                 | 휘공순비 막 티 자이 |         |      |                       |

### 공녀
| -    | 봉호                                     | 시호 | 이름                                                          | 생몰년도   | 생모                | 부마   | 별칭  | 비고 |
| ---- | ---------------------------------------- | ---- | ------------------------------------------------------------- | ---------- | ------------------- | ------ | ----- | ---- |
| 1    |                                          |      | 응우옌 티 응옥리엔 (Nguyễn Thị Ngọc Liên /阮氏玉蓮 /완씨옥련) |            | 휘공순비 막 티 자이 | [ 5 ]  |       |      |
| 2    | 송산군주 (Tống Sơn Quận Chúa ／宋山郡主) |      | 응우옌 티 응옥반 (Nguyễn Thị Ngọc Vạn /阮氏玉萬 /완씨옥만)    |            | 휘공순비 막 티 자이 | [ 6 ]  | [ 7 ] |      |
| 3    |                                          |      | 응우옌 티 응옥코아 (Nguyễn Thị Ngọc Khoa /阮氏玉誇 /완씨옥과) |            | 휘공순비 막 티 자이 | [ 8 ]  |       |      |
| 4    |                                          |      | 응우옌 티 응옥딘 (Nguyễn Thị Ngọc Đỉnh /阮氏玉鼎 /완씨옥정)   | ? ~ 1624년 |                     | [ 9 ]  |       |      |
| 양녀 |                                          |      |                                                               |            |                     |        |       |      |
| -    | 봉호                                     | 시호 | 이름                                                          | 생몰년도   | 생부/생모           | 부마   | 별칭  | 비고 |
| -    |                                          |      | 응우옌 티 응옥호아 (Nguyễn Thị Ngọc Hoa /阮氏玉華 /완씨옥화)  | ? ~ 1645년 |                     | [ 10 ] |       |      |

## 기년
- 대남실록(大南實錄)의 기준으로 정리함.

| 희종            | 원년               | 2년                      | 3년        | 4년        | 5년        | 6년                   | 7년        | 8년        | 9년        | 10년       |
| 서기            | 1614년             | 1615년                   | 1616년     | 1617년     | 1618년     | 1619년                | 1620년     | 1621년     | 1622년     | 1623년     |
| 육십간지        | 갑인(甲寅)         | 을묘(乙卯)               | 병진(丙辰) | 정사(丁巳) | 무오(戊午) | 기미(己未)            | 경신(庚申) | 신유(辛酉) | 임술(壬戌) | 계해(癸亥) |
| 후 레 왕조 연호 | 호앙딘 (正治) 15년 | 16년                     | 17년       | 18년       | 19년       | 20년 빈또 (永祚) 원년 | 2년        | 3년        | 4년        | 5년        |
| 희종            | 11년               | 12년                     | 13년       | 14년       | 15년       | 16년                  | 17년       | 18년       | 19년       | 20년       |
| 서기            | 1624년             | 1625년                   | 1626년     | 1627년     | 1628년     | 1629년                | 1630년     | 1631년     | 1632년     | 1633년     |
| 육십간지        | 갑자(甲子)         | 을축(乙丑)               | 병인(丙寅) | 정묘(丁卯) | 무진(戊辰) | 기사(己巳)            | 경오(庚午) | 신미(辛未) | 임신(壬申) | 계유(癸酉) |
| 후 레 왕조 연호 | 6년                | 7년                      | 8년        | 9년        | 10년       | 11년 득롱 (德隆) 원년 | 2년        | 3년        | 4년        | 5년        |
| 희종            | 21년               | 22년                     |            |            |            |                       |            |            |            |            |
| 서기            | 1634년             | 1635년                   |            |            |            |                       |            |            |            |            |
| 육십간지        | 갑술(甲戌)         | 을해(乙亥)               |            |            |            |                       |            |            |            |            |
| 후 레 왕조 연호 | 6년                | 7년 즈엉호아 (陽和) 원년 |            |            |            |                       |            |            |            |            |

## 같이 보기
- 후 레 왕조